# Sinanüddin Fakih Yusuf Paša
Sinanüddin Fakih Yusuf Paša byl osmanský státník a v letech 1349–1364 velkovezír Osmanské říše. Byl posledním velkovezírem sultána Orhana I. a první sultána Murada I.
Podle nápisu z roku 1360 byl synem Muslihuddina Musy a vnukem Mecdüddina İsy.
Po jeho smrti se stal jeho nástupcem Çandarlı Kara Halil Hayreddin Paša.